# Ictíneo I
L'Ictíneo I fou un submarí construït per Narcís Monturiol i Estarriol. Feia 7 metres de llarg, 2,5 d'amplada i 3,5 de profunditat i la seva finalitat era facilitar la pesca de corall. Va ser el primer vaixell a tenir doble buc. El buc interior era esfèric i tenia una capacitat de 7 m³ mentre que el buc exterior tenia forma de peix amb una secció el·líptica inspirada en el prototip de Wilhelm Bauer que navegà ja el 1851. Entre el buc interior i l'exterior hi havia tancs de flotació, un tanc que subministrava oxigen per a la respiració i il·luminació i un tanc d'hidrogen que alimentava una làmpada oxhídrica per il·luminar les profunditats marines. L'Ictíneo I tenia un propulsor pla d'aleta accionat per una tripulació de quatre homes.
La immersió s'aconseguia mitjançant una hèlix horitzontal que podia donar voltes en ambdós sentits i amb bombes de densitat i aire amb la finalitat d'assegurar l'estabilitat i flotació de l'enginy. L'Ictíneo I estava equipat amb un seguit d'eines específiques per a la pesca del corall, ja que aquest era l'objectiu inicial del projecte. El primer viatge del submarí tingué lloc el setembre de 1859 al port de Barcelona.
Les primeres proves de l'Ictíneo van ser en privat, durant tot l'estiu, però la prova pública i, per tant, el primer viatge del primer submarí d'en Monturiol, tingué lloc el 23 de setembre de 1859 al port de Barcelona, davant d'un públic expectant. L'Ictíneo, el primer submarí civil amb finalitats no bèl·liques sinó d'exploració i recol·lecció, va fer 69 immersions en total, totes elles sense cap accident, ja que a diferència dels precursors i contemporanis de Monturiol, per aquest la seguretat dels tripulants era necessària. La primera immersió va tenir una durada de 2 hores i 20 minuts.
L'èxit parcial del projecte suposà un gran entusiasme popular. No obstant això, no obtingué cap mena de suport governamental. En conseqüència, Monturiol escrigué una carta a la ciutadania animant una subscripció popular que assolí 300,000 pessetes de ciutadans de l'Estat Espanyol i Cuba. Amb el capital obtingut, es constituí l'empresa La Navegación Submarina amb l'objectiu de desenvolupar l'Ictíneo II.